# Guerrino Perin
Guerrino Perin MCCJ (* 3. Februar 1944 in Pianiga) ist ein italienischer Ordensgeistlicher und emeritierter römisch-katholischer Bischof von Mbaïki.

## Leben
Guerrino Perin trat der Ordensgemeinschaft der Comboni-Missionare bei und empfing am 19. März 1970 die Priesterweihe.
Papst Johannes Paul II. ernannte ihn am 10. Juni 1995 zum ersten Bischof der neuerrichteten Diözese Mbaïki in der Zentralafrikanischen Republik. Die Bischofsweihe spendete ihm der Erzbischof von Bangui, Joachim N’Dayen, am 29. Oktober desselben Jahres; Mitkonsekratoren waren Diego Causero, Apostolischer Nuntius im Tschad, in der Zentralafrikanischen Republik und Republik Kongo, sowie Michel Marie Joseph Maître CSSp, Bischof von Bambari.
Am 10. März 2021 nahm Papst Franziskus das von Guerrino Perin aus Altersgründen vorgebrachte Rücktrittsgesuch an.